# Mictofiformes

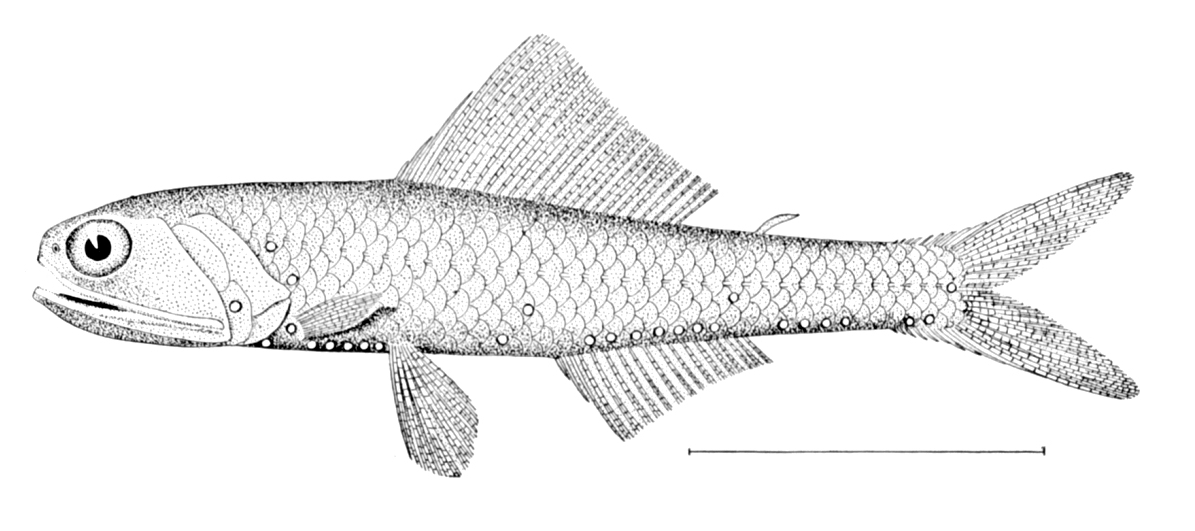
Notoscopelus caudispinosus

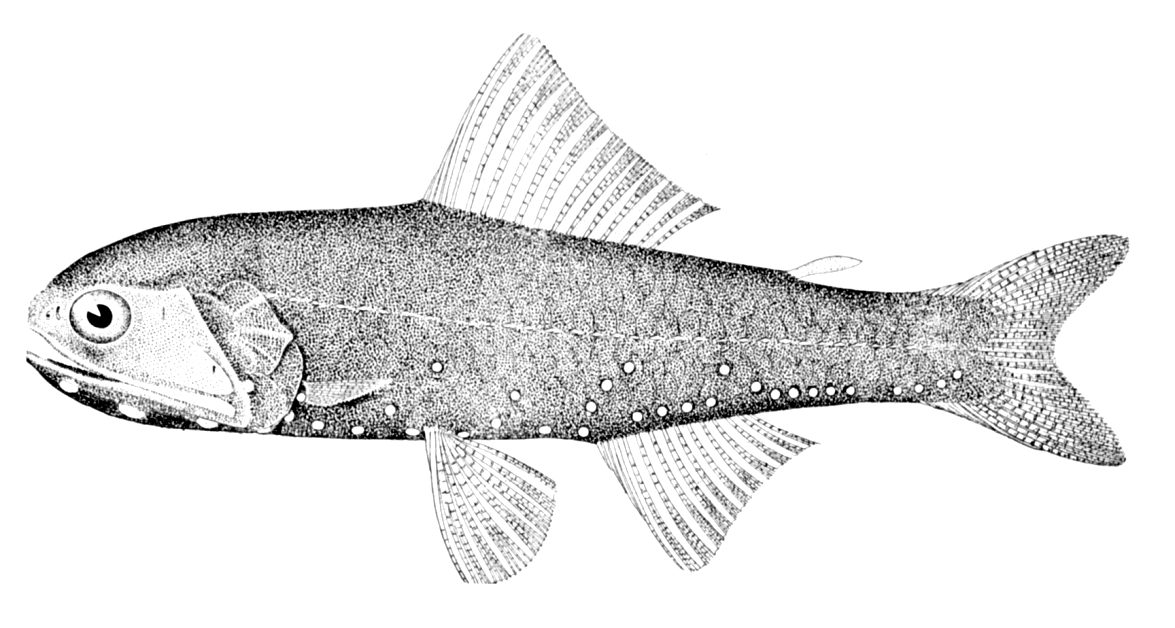
Lobianchia gemellarii

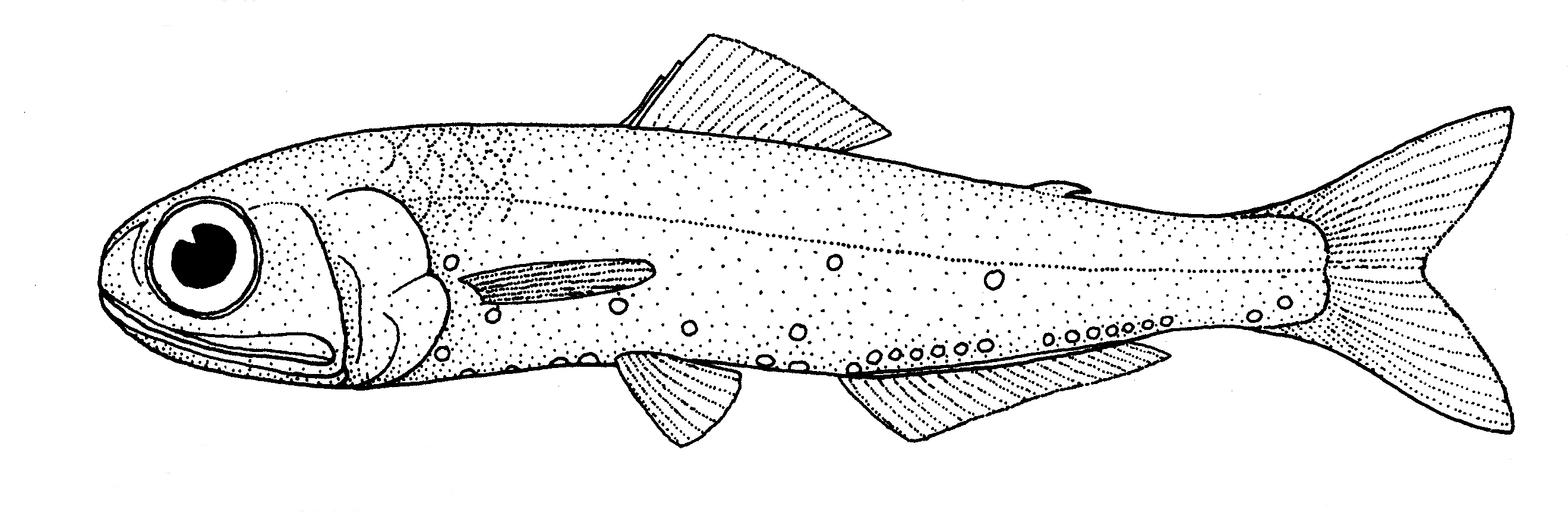
Symbolophorus barnardi

Els mictofiformes (Myctophiformes) són un ordre de peixos osteïctis, marins i d'aigües profundes.

## Morfologia
- Mida petita.
- Cap i cos comprimits.
- Ulls laterals.
- Boca gran i terminal.
- Presència d'aleta adiposa.
- Tenen molts fotòfors.[2]

## Classificació
Ordre Myctophiformes
- Família Neoscopelidae
  - Benthosema
  - Bolinichthys
  - Centrobranchus
  - Ceratoscopelus
  - Diaphus
  - Diogenichthys
  - Electrona
  - Gonichthys
  - Gymnoscopelus
  - Hintonia
  - Hygophum
  - Idiolychnus
  - Krefftichthys
  - Lampadena
  - Lampanyctodes
  - Lampanyctus
  - Lampichthys
  - Lepidophanes
  - Lobianchia
  - Loweina
  - Metelectrona
  - Myctophum
  - Nannobrachium
  - Notolychnus
  - Notoscopelus
  - Parvilux
  - Protomyctophum
  - Scopelopsis
  - Stenobrachius
  - Symbolophorus
  - Taaningichthys
  - Tarletonbeania
  - Triphoturus
- Família Myctophidae[3][4][5][6][7]
  - Neoscopelus
  - Scopelengys
  - Solivomer